# Martin Vischer
Martin Vischer (geboren 1981 in Basel) ist ein Schweizer Schauspieler.

## Leben und Werk
Vischer zählte 1997 zu den Gründungsmitgliedern von The Glue (auch theGlue; „der Leim“), einer Schweizer A-cappella-Band. Nach der Matura war er als freier Werbetexter tätig, begann jedoch 2001 ein Studium der Germanistik, Philosophie und Französisch an der Universität Basel. Von 2003 bis 2007 absolvierte er eine Schauspielausbildung an der Hochschule für Musik und Theater „Felix Mendelssohn Bartholdy“ in Leipzig und musste infolgedessen aus der Band The Glue ausscheiden.
Bereits während seines Studiums war er Studiomitglied am neuen theater Halle, erhielt Gastengagements ans Maxim-Gorki-Theater Berlin und ans Volkstheater in Wien und inszenierte Was ihr wollt – ein Manifest in Halle an der Saale. In der Spielzeit 2008/09 war er am Schauspiel Essen, am Staatstheater Braunschweig und bei Cuckoo, einer freien Gruppe in Basel. 2009 erhielt er ein Berlin-Stipendium der Akademie der Künste und arbeitet in dessen Rahmen mit der Schauspielerin und Schauspiellehrerin Jutta Wachowiak zusammen. Danach ging er drei Spielzeiten lang in ein festes Engagement ans Schauspiel Hannover, wo er u. a. mit Claudia Bauer, Tom Kühnel, Lars-Ole Walburg und Kornél Mundruczó arbeitete.
2012 übersiedelte Vischer nach Wien, hatte jedoch in der Spielzeit 2012/2013 noch Rollenverpflichtungen am Schauspielhaus Hannover. In Wien war er zunächst freischaffend tätig. Er spielte in einer Reihe von Kurzfilmen, später auch in Fernseh- und Kinoproduktionen und übernahm ab 2013 zentrale Rollen am Schauspielhaus Wien, durchwegs in zeitgenössischen Stücken und konnte auf sich aufmerksam machen. Am Schauspielhaus Wien war er in Inszenierungen von  Alexander Charim, Daniela Kranz, Katharina Schwarz und Michal Zadara zu sehen. 2014 war er im DRS-Hörspiel Die Napoleon Bonapartefrau von Franziska Müller und Tobias Lambrecht zu hören, Regie führte Johannes Mayr. Bei den Klosterspielen Wettingen spielte er in der turbulenten Inszenierung von Shakespeares Viel Lärm um nichts des Regisseurs Þorleifur Örn Arnarsson den Benedikt.
2015 war er bei den Salzburger Festspielen in Brecht/Weills Dreigroschenoper zu sehen.
Von der Spielzeit 2015/2016 bis 2019 gehörte er dem Ensemble des Wiener Burgtheaters an, wo er u. a. mit Dieter Giesing, Andreas Kriegenburg, David Bösch, Árpád Schilling, Johan Simons und Leander Haussmann arbeitete.
2019 wechselte er ans Theater in der Josefstadt, dessen Ensemble er bis 2021 angehörte.
Seither ist er freischaffend und hauptsächlich als Filmschauspieler tätig.

## Zitat
„Mein Bruder ist Philosoph und Völkerrechtler. Unsere beiden Lebenswelten haben auf den ersten Blick nicht viel gemeinsam. Und doch geht es in beiden darum, Spiegel der Gesellschaft zu sein. Umso schöner finde ich es auch, dass ich nun Ensemblemitglied in einem Theater bin, wo kürzlich Slavoj Žižek auf der Bühne vorgelesen hat. So kommt das eine letztlich doch wieder zum anderen.“

## Rollen am Burgtheater
- 2015: Professor Bernhardi von Arthur Schnitzler, Regie: Dieter Giesing – Hochroitzpointner, Kandidat der Medizin
- 2015: Wassa Schelesnowa von Maxim Gorki, Regie: Andreas Kriegenburg – Semjon, Wassas Sohn
- 2016: Drei Schwestern von Anton Tschechow, Regie: David Bösch – Baron Tusenbach
- 2016: Eiswind/hideg szelek von Éva Zabezsinki, Regie: Árpád Schilling – Felix
- 2017: Liebesg’schichten und Heiratssachen von Johann Nestroy, Regie: Georg Schmidleitner – Anton Buchner
- 2017: Ein Sommernachtstraum von William Shakespeare, Regie: Leander Haussmann – Lysander
- 2017: Radetzkymarsch von Joseph Roth, Regie: Johan Simons
- 2018: Glasmenagerie von Tennessee Williams, Regie: David Bösch – Jim O’Connor
- 2018: Mephisto von Klaus Mann, Regie: Bastian Kraft – Hans Miklas
- 2018 Wind in den Weiden von Kenneth Grahame, Regie: Alexander Wiegold – Maulwurf
- 2019: Woyzeck von Georg Büchner, Regie: Johan Simons – Großmutter

## Filmographie
- 2005: Box (Kurzfilm), Regie: Tristan Vostry – Hauptrolle
- 2008: Freies Land (Kurzfilm), Regie: Hannes Treiber
- 2010: Über Leben (Kurzfilm), Regie: Sophie Narr
- 2010: The One you Love (Kurzfilm), Regie: Martin Murch
- 2012: Notruf Hafenkante – Abgetaucht (ZDF), Regie: Thomas Jauch
- 2012: Der letzte Mensch (ZDF), Regie: Pierre-Henry Salfati
- 2015: SOKO Kitzbühel, 185: Racheengel (ARD, ORF, Beo), Regie: Gerald Liegel
- 2016: SOKO Wien – Außer Kontrolle
- 2018: SOKO Wien – Die Wahrheit stirbt zuerst
- 2019: Mär (Kinofilm), Regie: Katharina Mihm
- 2019: Frieden (Serie SRF), Regie: Michael Schaerer
- 2021: Die Ibiza Affäre (Sky), Regie: Christopher Schier
- 2022–2025: Die Beschatter (Serie SRF), Regie: Michael Steiner
- 2022: Die goldenen Jahre (Kinofilm), Regie: Barbara Kulcsar
- 2022: Das Netz – Prometheus (Fernsehserie), Regie: Andreas und Daniel Prochaska
- 2023: Das Tier im Dschungel (La Bête dans la jungle)
- 2024: Jakobs Ross
- 2025: Maloney – Killerinstinkt

## Auszeichnungen
- 2005: Studienpreis Migros-Kulturprozent
- 2007: Solopreis beim Theatertreffen deutschsprachiger Schauspielschulen in Salzburg
- 2007: Nestroy-Theaterpreis, Nominierung als bester Nachwuchsschauspieler (für Christopher in Am Strand der weiten Welt – Volkstheater Wien)
- 2015: Nestroy-Theaterpreis, Nominierung als bester Schauspieler (für Johnny Breitwieser – Schauspielhaus Wien)
- 2018: Nestroy-Theaterpreis, Nominierung beste Darstellung einer Nebenrolle (für Jim O’Connor in Glasmenagerie – Burgtheater Wien)
- 2021: Nestroy-Theaterpreis, Nominierung beste Darstellung einer Nebenrolle (für Dr. Jura in das Konzert – Theater in der Josefstadt)